# Jacco Eltingh
Jacco Eltingh (Heerde, 29 agosto 1970) è un ex tennista olandese.

## Biografia
Raggiunse il suo best ranking in singolare il 6 febbraio 1995 con la 19ª posizione mentre nel doppio divenne il 16 gennaio 1995, il numero uno del ranking ATP.
In carriera in singolare ha vinto quattro tornei del circuito ATP ma è nel doppio che ha ottenuto i maggiori successi. In coppia con il connazionale Paul Haarhuis ha vinto i quattro tornei del grande slam ed è stato per 63 settimane il numero uno del ranking mondiale. Ha vinto, inoltre, in due occasioni l'ATP Tour World Championships nel 1993 e nel 1998, raggiungendo la finale anche nel 1995. In carriera, ha vinto in totale nella specialità del doppio ben 44 tornei del circuito ATP
Ha fatto parte della squadra olandese di Coppa Davis dal 1992 al 1998 con un bilancio di dieci vittorie e sei sconfitte.

## Statistiche

### Singolare

#### Vittorie (4)
| Legenda                                                      |
| Grande Slam (0)                                              |
| ATP Tour World Championships / Tennis Masters Cup (0)        |
| ATP Super 9 / Tennis Masters Series (0)                      |
| ATP Championships Series / ATP International Series Gold (0) |
| ATP World Series / ATP International Series (4)              |

| Numero | Data              | Torneo                            | Superficie    | Avversario in finale | Punteggio        |
| 1.     | 5 giugno 1992     | Manchester Open, Manchester       | Erba          | MaliVai Washington   | 6-3, 6-4         |
| 2.     | 26 aprile 1993    | Verizon Tennis Challenge, Atlanta | Terra verde   | Bryan Shelton        | 7–6(1), 6-2      |
| 3.     | 22 agosto 1994    | Schenectady Open, Schenectady     | Cemento       | Chuck Adams          | 6-3, 6-4         |
| 4.     | 26 settembre 1994 | Kuala Lumpur Open, Kuala Lumpur   | Sintetico (i) | Andrej Ol'chovskij   | 7–6(1), 2-6, 6-4 |

### Doppio

#### Vittorie (44)
| Legenda                                                      |
| Grande Slam (6)                                              |
| ATP Tour World Championships / Tennis Masters Cup (2)        |
| ATP Super 9 / Tennis Masters Series (8)                      |
| ATP Championships Series / ATP International Series Gold (5) |
| ATP World Series / ATP International Series (23)             |

| Numero | Data              | Torneo                                        | Superficie    | Compagno        | Avversari in finale                    | Punteggio                |
| 1.     | 23 settembre 1991 | Campionati Internazionali di Sicilia, Palermo | Terra rossa   | Tom Kempers     | Emilio Sánchez Javier Sánchez          | 3-6, 6-3, 6-3            |
| 2.     | 30 settembre 1991 | Athens Open, Atene                            | Terra rossa   | Mark Koevermans | Menno Oosting Olli Rahnasto            | 5-7, 7-6, 7-5            |
| 3.     | 21 ottobre 1991   | Philips Open, Guarujá                         | Cemento       | Paul Haarhuis   | Bret Garnett Todd Nelson               | 6-3, 7-5                 |
| 4.     | 4 novembre 1991   | Birmingham Open, Birmingham                   | Sintetico (i) | Paul Wekesa     | Ronnie Båthman Rikard Bergh            | 7-5, 7-5                 |
| 5.     | 24 agosto 1992    | Schenectady Open, Schenectady                 | Cemento       | Paul Haarhuis   | Sergio Casal Emilio Sánchez            | 6-3, 6-4                 |
| 6.     | 4 gennaio 1993    | Kuala Lumpur Open, Kuala Lumpur               | Cemento       | Paul Haarhuis   | Henrik Holm Bent-Ove Pedersen          | 7-5, 6-3                 |
| 7.     | 1º febbraio 1993  | Pacific Coast Championships, San Francisco    | Cemento (i)   | Scott Davis     | Patrick McEnroe Jonathan Stark         | 6-1, 4-6, 7-5            |
| 8.     | 10 maggio 1993    | Internazionali d'Italia, Roma                 | Terra rossa   | Paul Haarhuis   | Wayne Ferreira Mark Kratzmann          | 6-4, 7-6                 |
| 9.     | 26 luglio 1993    | Dutch Open, Hilversum                         | Terra rossa   | Paul Haarhuis   | Hendrik Jan Davids Libor Pimek         | 4-6, 6-2, 7-5            |
| 10.    | 27 settembre 1993 | Kuala Lumpur Open, Kuala Lumpur               | Cemento (i)   | Paul Haarhuis   | Jonas Björkman Lars-Anders Wahlgren    | 7-5, 4-6, 7-6            |
| 11.    | 8 novembre 1993   | Kremlin Cup, Mosca                            | Sintetico (i) | Paul Haarhuis   | Jan Apell Jonas Björkman               | 6-1 ritiro               |
| 12.    | 15 novembre 1993  | ATP Tour World Championships, Francoforte     | Sintetico (i) | Paul Haarhuis   | Todd Woodbridge Mark Woodforde         | 7–6(4), 7–6(5), 6-4      |
| 13.    | 17 gennaio 1994   | Australian Open, Melbourne                    | Cemento       | Paul Haarhuis   | Byron Black Jonathan Stark             | 6-7, 6-3, 6-4, 6-3       |
| 14.    | 14 febbraio 1994  | U.S. Pro Indoor, Filadelfia                   | Sintetico (i) | Paul Haarhuis   | Jim Grabb Jared Palmer                 | 6-3, 6-4                 |
| 15.    | 11 marzo 1994     | Lipton Championships, Miami                   | Cemento       | Paul Haarhuis   | Mark Knowles Jared Palmer              | 6-2, 6-2                 |
| 16.    | 29 agosto 1994    | US Open, New York                             | Cemento       | Paul Haarhuis   | Todd Woodbridge Mark Woodforde         | 6-3, 7-6                 |
| 17.    | 26 settembre 1994 | Kuala Lumpur Open, Kuala Lumpur               | Sintetico (i) | Paul Haarhuis   | Nicklas Kulti Lars-Anders Wahlgren     | 6-0, 7-5                 |
| 18.    | 3 ottobre 1994    | Australian Indoor Championships, Sydney       | Cemento (i)   | Paul Haarhuis   | Byron Black Jonathan Stark             | 6-4, 7-6                 |
| 19.    | 31 ottobre 1994   | Paris Open, Parigi                            | Sintetico (i) | Paul Haarhuis   | Byron Black Jonathan Stark             | 6-4, 6-3                 |
| 20.    | 7 novembre 1994   | Kremlin Cup, Mosca                            | Sintetico (i) | Paul Haarhuis   | David Adams Andrej Ol'chovskij         | W/O                      |
| 21.    | 24 aprile 1995    | Monte Carlo Open, Monte Carlo                 | Terra rossa   | Paul Haarhuis   | Luis Lobo Javier Sánchez               | 6-1, 6-2                 |
| 22.    | 29 maggio 1995    | Open di Francia, Parigi                       | Terra battuta | Paul Haarhuis   | Nicklas Kulti Magnus Larsson           | 6-7, 6-4, 6-1            |
| 23.    | 19 giugno 1995    | Halle Open, Halle/Westf.                      | Erba          | Paul Haarhuis   | Evgenij Kafel'nikov Andrej Ol'chovskij | 6-2, 3-6, 6-3            |
| 24.    | 9 ottobre 1995    | Tokyo Indoor, Tokyo                           | Sintetico (i) | Paul Haarhuis   | Jakob Hlasek Patrick McEnroe           | 6-2, 6-7, 6-3            |
| 25.    | 23 ottobre 1995   | Eurocard Open, Essen                          | Sintetico (i) | Paul Haarhuis   | Cyril Suk Daniel Vacek                 | 7-5, 6-7, 6-4            |
| 26.    | 6 novembre 1995   | Stockholm Open, Stoccolma                     | Cemento (i)   | Paul Haarhuis   | Grant Connell Patrick Galbraith        | 3-6, 6-2, 7-6            |
| 27.    | 14 ottobre 1996   | Grand Prix de Tennis de Toulouse, Tolosa      | Cemento (i)   | Paul Haarhuis   | Olivier Delaître Guillaume Raoux       | 6-2, 2-6, 6-3            |
| 28.    | 28 ottobre 1996   | Paris Open, Parigi                            | Sintetico (i) | Paul Haarhuis   | Evgenij Kafel'nikov Daniel Vacek       | 6-2, 6-4                 |
| 29.    | 30 dicembre 1996  | Qatar Open ATP, Doha                          | Cemento       | Paul Haarhuis   | Patrik Fredriksson Magnus Norman       | 6-3, 6-2                 |
| 30.    | 3 marzo 1997      | ABN AMRO World Tennis Tournament, Rotterdam   | Sintetico (i) | Paul Haarhuis   | Libor Pimek Byron Talbot               | 7-6, 6-4                 |
| 31.    | 16 giugno 1997    | Ordina Open, Rosmalen                         | Erba          | Paul Haarhuis   | Trevor Kronemann David Macpherson      | 6-4, 7-5                 |
| 32.    | 18 agosto 1997    | U.S. Pro Tennis Championships, Boston         | Cemento       | Paul Haarhuis   | Dave Randall Jack Waite                | 6-4, 6-2                 |
| 33.    | 22 settembre 1997 | Grand Prix de Tennis de Toulouse, Tolosa      | Cemento (i)   | Paul Haarhuis   | Jean-Philippe Fleurian Maks Mirny      | 6-3, 7-6                 |
| 34.    | 27 ottobre 1997   | Paris Open, Parigi                            | Sintetico (i) | Paul Haarhuis   | Rick Leach Jonathan Stark              | 6-2, 7–6(8)              |
| 35.    | 19 gennaio 1998   | Australian Open, Melbourne                    | Cemento       | Jonas Björkman  | Todd Woodbridge Mark Woodforde         | 6-2, 5-7, 2-6, 6-4, 6-3  |
| 36.    | 23 febbraio 1998  | U.S. Pro Indoor, Filadelfia                   | Cemento (i)   | Paul Haarhuis   | David Macpherson Richey Reneberg       | 7-6, 6-7, 6-2            |
| 37.    | 2 marzo 1998      | ABN AMRO World Tennis Tournament, Rotterdam   | Sintetico (i) | Paul Haarhuis   | Neil Broad Piet Norval                 | 7-6, 6-3                 |
| 38.    | 13 aprile 1998    | Torneo Godó, Barcellona                       | Terra rossa   | Paul Haarhuis   | Ellis Ferreira Rick Leach              | 6-2, 6-4                 |
| 39.    | 20 aprile 1998    | Monte Carlo Open, Monte Carlo                 | Terra rossa   | Paul Haarhuis   | Todd Woodbridge Mark Woodforde         | 6-2, 6-4                 |
| 40.    | 25 maggio 1998    | Open di Francia, Parigi                       | Terra battuta | Paul Haarhuis   | Mark Knowles Daniel Nestor             | 6-3, 3-6, 6-3            |
| 41.    | 22 giugno 1998    | Torneo di Wimbledon, Londra                   | Erba          | Paul Haarhuis   | Todd Woodbridge Mark Woodforde         | 2-6, 6-4, 7-6, 5-7, 10-8 |
| 42.    | 3 agosto 1998     | Dutch Open, Amsterdam                         | Terra rossa   | Paul Haarhuis   | Dominik Hrbatý Karol Kučera            | 6-3, 6-2                 |
| 43.    | 24 agosto 1998    | U.S. Pro Tennis Championships, Boston         | Cemento       | Paul Haarhuis   | Chris Haggard Jack Waite               | 6-3, 6-2                 |
| 44.    | 18 novembre 1998  | ATP Tour World Championships, Hartford        | Sintetico (i) | Paul Haarhuis   | Mark Knowles Daniel Nestor             | 6-4, 6-2, 7-5            |

| Legenda tornei minori |
| Challenger (2)        |
| Futures (0)           |

| Numero | Data            | Torneo                        | Superficie  | Compagno           | Avversari in finale           | Punteggio     |
| 1.     | 8 ottobre 1990  | Curitiba Challenger, Curitiba | Terra rossa | Hendrik Jan Davids | César Kist Danilo Marcelino   | 6-4, 3-6, 6-3 |
| 2.     | 15 ottobre 1990 | Ilheus Challenger, Ilhéus     | Cemento     | Hendrik Jan Davids | Roger Smith Tobias Svantesson | 4-6, 6-3, 6-4 |

#### Sconfitte in finale (16)
| Numero | Data             | Torneo                                      | Superficie    | Compagno      | Avversari in finale              | Punteggio                |
| 1.     | 11 gennaio 1993  | Jakarta Open, Giacarta                      | Cemento       | Paul Haarhuis | Diego Nargiso Guillaume Raoux    | 6-7, 7-6, 3-6            |
| 2.     | 8 febbraio 1993  | Kroger St. Jude International, Memphis      | Cemento (i)   | Paul Haarhuis | Todd Woodbridge Mark Woodforde   | 4-6, 6-4, 3-6            |
| 3.     | 18 ottobre 1993  | China Open, Pechino                         | Sintetico (i) | Paul Haarhuis | Paul Annacone Doug Flach         | 6-7, 3-6                 |
| 4.     | 21 febbraio 1994 | ABN AMRO World Tennis Tournament, Rotterdam | Sintetico (i) | Paul Haarhuis | Jeremy Bates Jonas Björkman      | 4-6, 1-6                 |
| 5.     | 18 luglio 1994   | Mercedes Cup, Stoccarda                     | Terra rossa   | Paul Haarhuis | Scott Melville Piet Norval       | 6-7, 4-6                 |
| 6.     | 15 agosto 1994   | ATP Volvo International, New Haven          | Cemento       | Paul Haarhuis | Grant Connell Patrick Galbraith  | 3-6, 6-7                 |
| 7.     | 22 agosto 1994   | Schenectady Open, Schenectady               | Cemento       | Paul Haarhuis | Jan Apell Jonas Björkman         | 4-6, 6-7                 |
| 8.     | 20 febbraio 1995 | U.S. Pro Indoor, Filadelfia                 | Sintetico (i) | Paul Haarhuis | Jim Grabb Jonathan Stark         | 6-7, 7-6, 3-6            |
| 9.     | 22 novembre 1995 | ATP Tour World Championships, Eindhoven     | Sintetico (i) | Paul Haarhuis | Grant Connell Patrick Galbraith  | 7-6, 7-6, 3-6, 7-6       |
| 10.    | 1º gennaio 1996  | Qatar Open ATP, Doha                        | Cemento       | Paul Haarhuis | Mark Knowles Daniel Nestor       | 6-7, 3-6                 |
| 11.    | 26 agosto 1996   | US Open, New York                           | Cemento       | Paul Haarhuis | Mark Woodforde Todd Woodbridge   | 6-4, 6-7, 6-7            |
| 12.    | 21 ottobre 1996  | Eurocard Open, Stoccarda                    | Sintetico (i) | Paul Haarhuis | Sébastien Lareau Alex O'Brien    | 4-6, 4-6                 |
| 13.    | 21 aprile 1997   | Monte Carlo Open, Monte Carlo               | Terra rossa   | Paul Haarhuis | Donald Johnson Francisco Montana | 4-6, 4-6                 |
| 14.    | 23 giugno 1997   | Torneo di Wimbledon, Londra                 | Erba          | Paul Haarhuis | Mark Woodforde Todd Woodbridge   | 6(4)–7, 6(7)–7, 7-5, 3-6 |
| 15.    | 12 gennaio 1998  | Sydney International, Sydney                | Cemento       | Daniel Nestor | Mark Woodforde Todd Woodbridge   | 3-6, 5-7                 |
| 16.    | 2 novembre 1998  | Paris Open, Parigi                          | Sintetico (i) | Paul Haarhuis | Mahesh Bhupathi Leander Paes     | 4-6, 2-6                 |